# Relations entre l'Autriche et la Bulgarie
Les relations entre l'Autriche et la Bulgarie sont les relations étrangères bilatérales de l'Autriche et de la Bulgarie, deux États membres de l'Union européenne.

## Histoire

### XIXesiècle
La principauté de Bulgarie fut créée en 1878. Un an après, le 7 juillet 1879, l'Autriche-Hongrie devient le deuxième État européen, après la Russie, à envoyer un représentant en Bulgarie : le comte Rudolf Khevenhüller-Metsch. A cette époque, la principauté était encore officiellement sous la souveraineté de l'Empire ottoman mais l'établissement des relations diplomatiques était indispensable à son accession à l'indépendance.
En 1878, le traité de Berlin divisa le pays en deux entités : la principauté de Bulgarie entre le Danube et la chaîne Stara Planina, et une province ottomane autonome : la Roumélie orientale. En  septembre 1885, la Roumélie orientale proclame sa réunion à la Bulgarie. Les Grandes Puissances, dont l'Autriche-Hongrie, n'interviennent pas et la convention de Tophane du 5 avril 1886 entre l’Empire ottoman et la principauté entérine la réunification.
Le 21 août 1886, un coup d’État organisé par des forces pro-russes renversa le prince Alexandre Ier de Bulgarie, qui est remplacé le 7 juillet 1887 par le prince Ferdinand de Saxe-Cobourg-Kohary après une régence exercée par Stefan Stambolov. Ferdinand était le candidat austro-hongrois et les Russes refusent de le reconnaître. Il gouverne d'abord de concert avec Stambolov nommé Premier ministre, mais en 1894, leur relation se détériore. Stambolov démissionne. Il est assassiné en juillet 1895. Ferdinand décide alors de rétablir les relations amicales avec la Russie, et amorce un retour à une politique conservatrice.

### Première Guerre mondiale
Pendant la Première Guerre mondiale, le Royaume de Bulgarie est resté neutre durant la première année. En 1915, l'Allemagne et l’Autriche réalisèrent qu'elles avaient besoin de l’aide de la Bulgarie pour défaire militairement la Serbie. Ceci permit également d'ouvrir une ligne d'approvisionnement entre l’Allemagne et la Turquie afin de renforcer le front oriental face à la Russie. En retour, la Bulgarie exigeait des gains territoriaux, notamment la Macédoine, que l’Autriche ne souhaitait pas accorder mais pour laquelle Berlin insista. La Bulgarie négocia également avec les Alliés, qui proposaient des termes moins avantageux. En 1915, le gouvernement du Premier ministre libéral Vassil Radoslavov s'aligna avec les Puissances centrales même si cela signifiait devenir un allié des Ottomans, pourtant ennemi religieux et politique traditionnel de la Bulgarie.
Alors que la Bulgarie n’avait pas de revendications territoriales face aux Ottomans, elle s'opposait davantage à la Serbie, à la Grèce et à la Roumanie (alliés de la France et du Royaume-Uni) et souhaitait saisir leurs terres (que les Bulgares considéraient comme les leurs). Finalement, en septembre 1915, un traité entre l’Autriche, l'Allemagne et la Bulgarie, à l'origine secret, fut signé. Selon ce traité, la Bulgarie aurait dominé les Balkans en cas de victoire dans la guerre,.

### Entre-deux guerres
Après leur défaite et les pertes territoriales, Ferdinand Ier fut contraint d'abdiquer en 1918. Il a été remplacé par son fils Boris III, qui a dirigé le pays jusqu'à sa mort en 1943.

### Seconde Guerre mondiale
En 1938, l'Autriche est intégrée à l'Allemagne dans le cadre de l'Anschluss.
Or, entre 1939 et 1941, la Bulgarie reste neutre. Néanmoins, elle se rapproche progressivement de l'Axe dont elle devient l'alliée à partir du 1er mars 1941, date à laquelle l'adhésion de la Bulgarie à l'Axe est officialisée lors d'une cérémonie à laquelle sont convoqués le président du Conseil et le ministre des Affaires étrangères bulgares et par l'entrée de troupes allemandes dans le Royaume.
En 1943, Siméon II succède à son père à l'âge de six ans (une régence à trois têtes est alors instituée du fait de sa minorité). Durant cette période, la Bulgarie restera proche de l’Axe jusqu'au 9 septembre 1944 et bascule ensuite du côté des Alliés jusqu'à la fin de la guerre.

### Intégration européenne de l'Autriche et de la Bulgarie (1995-2007)
L'Autriche adhère à l'Union européenne le 1er janvier 1995.
La Bulgarie adhère à l'Union européenne le 1er janvier 2007.

### Depuis 2007
En 2011, le président Georgi Parvanov se rendit en visite officielle de deux jours en Autriche. Le but de sa visite était notamment de renforcer les liens économiques entre les deux pays mais également de soutenir le projet de gazoduc Nabucco.
Le 12 décembre 2016, la Bulgarie a réfuté les propos tenus par Sebastian Kurz, alors ministre des Affaires étrangères autrichien, qui avait déclaré la veille que l'Autriche, les Pays-Bas et la Bulgarie estimaient que l'Union européenne devrait geler les négociations d'adhésion de la Turquie à l'Union européenne. Boyko Borissov, alors Premier ministre de Bulgarie, a en effet déclaré que la Bulgarie était vulnérable à une suspension de l'accord entre l'Union européenne et la Turquie et ne pourrait empêcher l'arrivée de migrants si le président turc Recep Tayyip Erdoğan mettait ses menaces à exécution. Selon le ministère des Affaires étrangères bulgare, les négociations d'adhésion avec la Turquie sont un instrument important d'influence en Turquie, permettant son européanisation.

## Sources

## Compléments